# Тадеуш Бродовський
Таде́уш Бродо́вський (пол. Tadeusz Brodowski ; 2 вересня 1821, Варшава — 31 березня 1848, Париж) — польський художник.

## Біографія
Представник шляхетського роду герба Лада. Народився в сім'ї з багатими художніми традиціями. Син художника, педагога, найбільшого представника класицизму в польському живописі Антонія Бродовського. Брат художника Юзефа Бродовського.
Перші уроки малярства отримав у батька. Пізніше навчався в майстернях Олександра Кокулара і Антонія Бланка. У 1841 вирушив до Риму, а через два роки переїхав до Парижа, де вдосконалював майстерність під керівництвом «короля баталістів» Ораса Верне.
Помер у молодому віці, не до кінця розкривши свій талант.

## Творчість
Став відомим завдяки своїм картинам батального та історичного жанрів. Писав також жанрові полотна, на східні сюжети й карикатури.
1841 року організував у Варшаві виставку, на якій представив ряд полотен, що зображали сутички з черкесами, перські битви з греками та ін.
За творчою технікою був близький до А. О. Орловського.

## Обрані роботи
|  |  |  |  |